# 盧夫斯泰因城堡

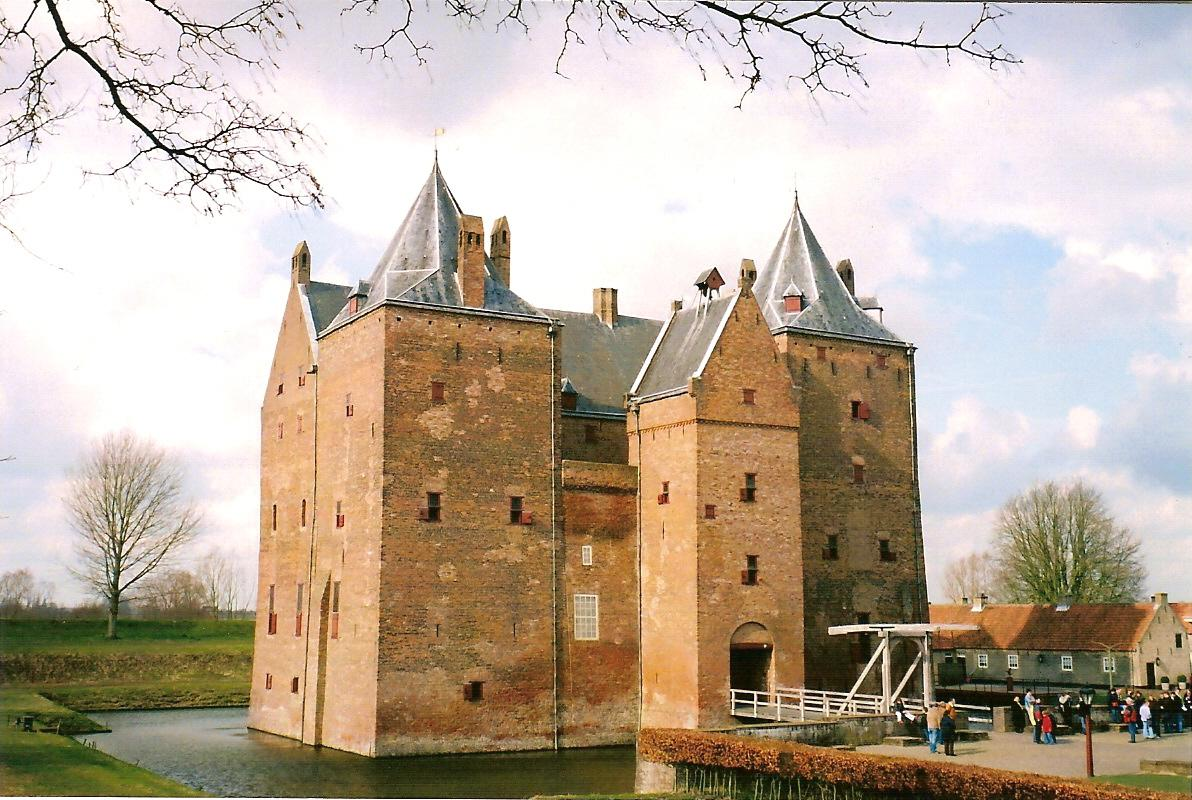
盧夫斯泰因城堡

盧夫斯泰因城堡（荷蘭語：Slot Loevestein）是位於荷蘭海爾德蘭省扎爾特博默爾的一座中世紀城堡。這座城堡由一位名叫迪爾克·盧夫·范霍內（荷蘭語：Dirc Loef van Horne）的騎士於1361年左右修建，城堡的名字意思是「盧夫的石頭城堡」。直到第二次世界大戰之前，盧夫斯泰因城堡是荷蘭水線的一部分。在1619年之後，盧夫斯泰因城堡一度是一座關押政治犯的監獄。現在這座城堡是一座中世紀博物館。

## 外部連結
- 维基共享资源上的相關多媒體資源：盧夫斯泰因城堡
- Loevestein Castle home page （页面存档备份，存于）